# Manhattan Railway Company

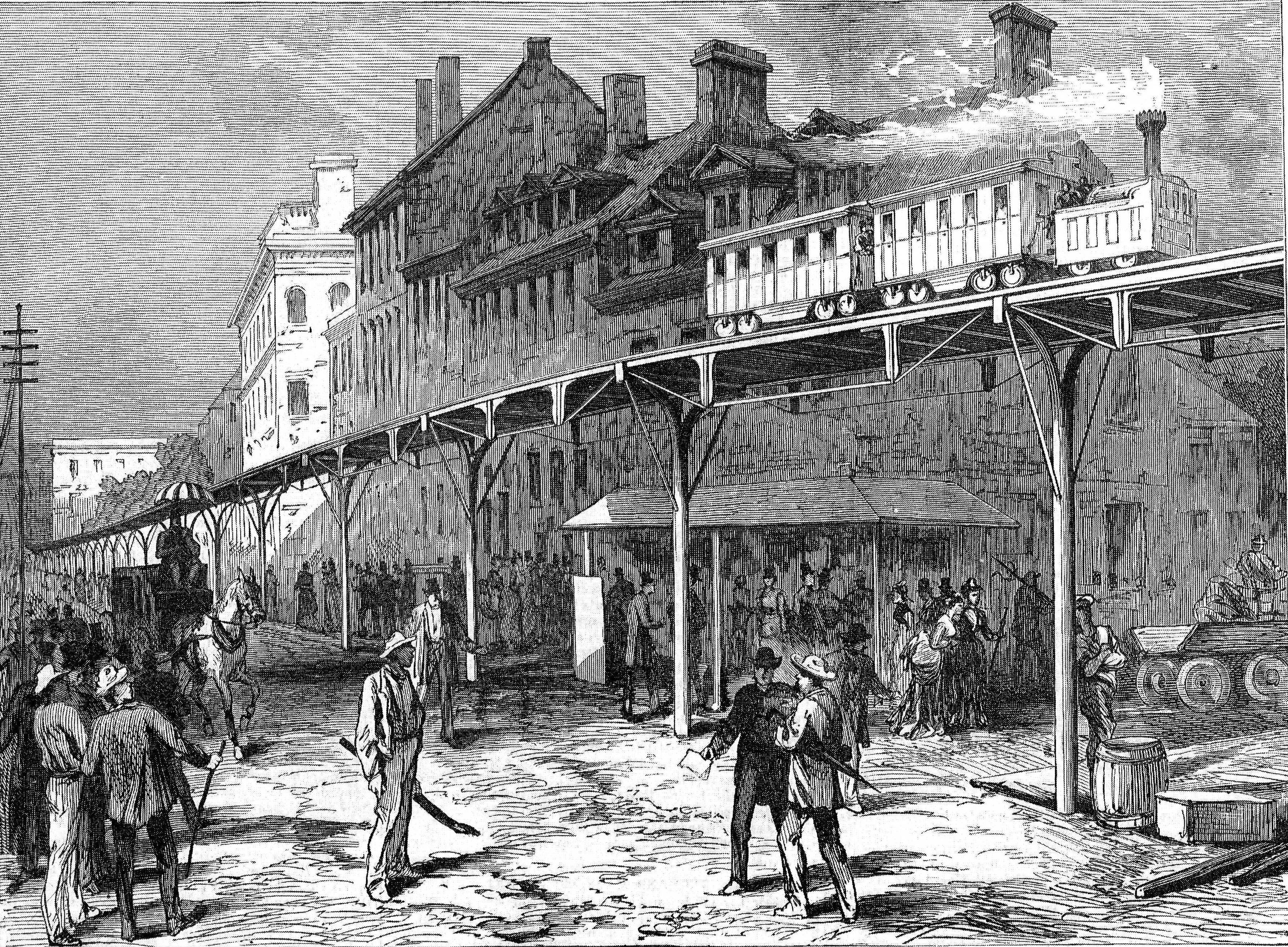
Ferrocarril Elevado de Manhattan. Grabado de 1876

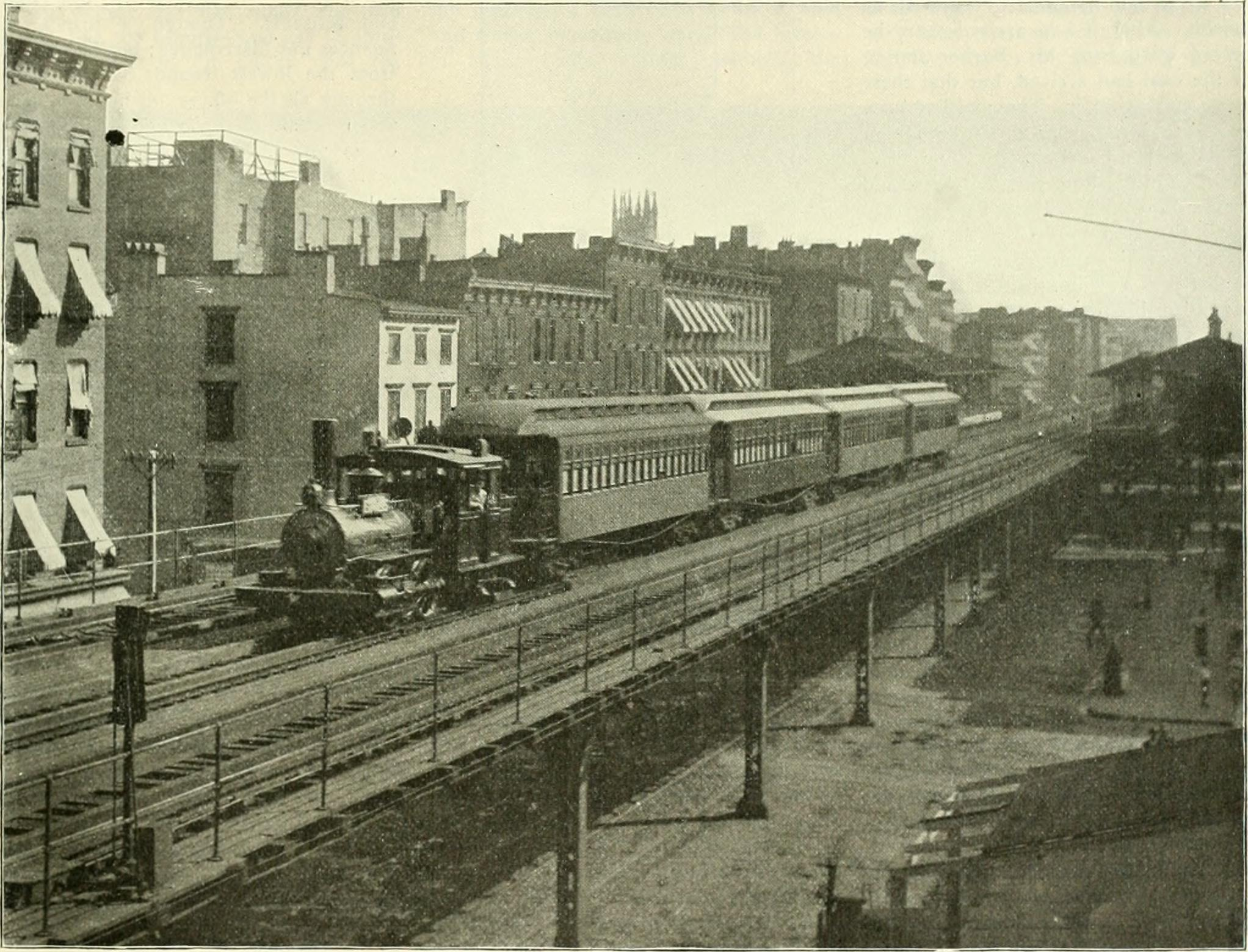
Ferrocarril Elevado de Manhattan. Fotografía de 1896

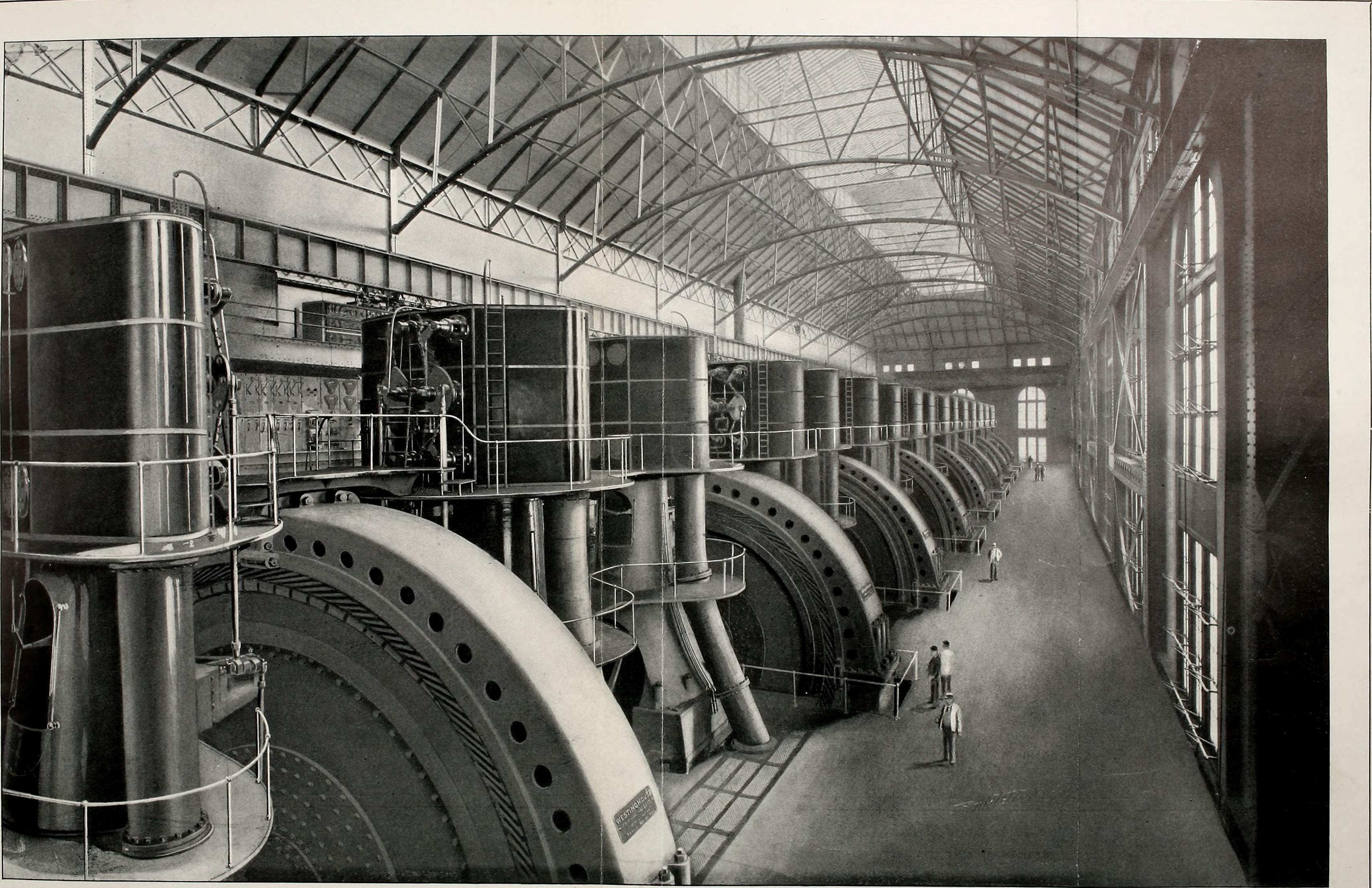
Interior de la Subestación de la Calle 74. Fotografía de 1902

La Manhattan Railway Company (Compañía del Ferrocarril de Manhattan) fue una compañía de ferrocarril elevado que operó en Manhattan y en el Bronx, Nueva York, Estados Unidos.
Operaba cuatro líneas:
- Línea de la Segunda Avenida
- Línea de la Tercera Avenida
- Línea de la Sexta Avenida
- Línea de la Novena Avenida

A finales de la década de 1870, los ferrocarriles elevados en Manhattan eran operados por dos compañías: la Metropolitan Elevated Railway (Sexta Avenida) y la New York Elevated Railroad (Tercera y Novena Avenidas) en servicio de 24 horas al día y siete días a la semana (24/7). El Metropolitan también comenzó a construir una línea en la Segunda Avenida. El Manhattan Railway fue instituido el 29 de diciembre de 1875 y arrendó ambas compañías el 20 de mayo de 1879. La Suburban Rapid Transit Company, que operaba la Línea de la Tercera Avenida en el Bronx, fue arrendada el 4 de junio de 1891. Las tres compañías se fusionaron finalmente en el Manhattan Railway. La Interborough Rapid Transit Company (IRT), constituida en abril de 1902 como la compañía operadora de su primera línea subterránea, firmó un contrato de arrendamiento de 999 años de las líneas de la Manhattan Railway Company el 1 de abril de 1903, un año antes de que el metro fuera abierto.
Finalmente, después de más de 60 años de servicio, y tras haber operado bajo distintas compañías y jurisdicciones, principalmente del IRT, sucesor del ferrocarril de Manhattan, las líneas elevadas comenzaron a desaparecer, con el cierre de la primera línea en 1938 y el cierre de la sección final en 1973:
- El servicio en la Línea de la Sexta Avenida terminó en 1938.
- La Línea de la Novena Avenida al sur de la Calle 155 se cerró en 1940, mientras que la sección desde la Calle 155 al norte hasta el Bronx continuó como el "Servicio de traslado a los terrenos del Polo" hasta 1958.
- La sección final de la Segunda Avenida se cerró en 1942.
- El servicio en la sección de Manhattan de la Línea de la Tercera Avenida se eliminó gradualmente a principios de la década de 1950 y finalizó en 1955, mientras que el servicio en la sección del Bronx terminó en 1973.

La Subestación 7, construida por la compañía alrededor de 1898 para convertir el suministro de corriente alterna a la corriente continua que utilizaban las locomotoras eléctricas, se conserva en el número 1782 de la Tercera Avenida, a la altura de la Calle 99, y ha sido incluida en el Registro Nacional de Lugares Históricos. Por su parte, la subestación de la Calle 74 con la Avenida de York, suministra electricidad a la compañía Consolidated Edison.